# Di sản thế giới Con đường tơ lụa
Con đường tơ lụa: Mạng đường Trường An - Hành lang Thiên Sơn là một phần của Con đường tơ lụa cổ và các di tích lịch sử dọc theo tuyến đường đã được UNESCO công nhận là di sản thế giới.
Ngày 22 tháng 6 năm 2014, UNESCO đã công nhận 5.000 km trải dài thuộc mạng lưới đường tơ lụa từ Hoa Trung đến khu vực Zhetsyu của Trung Á là một di sản thế giới mới với tên gọi "Con đường tơ lụa: Mạng đường Trường An - Hành lang Thiên Sơn". Các mạng đường hành lang kéo dài khắp các tỉnh Hà Nam, Thiểm Tây, Cam Túc, Tân Cương của Trung Quốc; Zhambyl và Almaty của Kazakhstan; và Chuy tại Kyrgyzstan với tổng cộng bao gồm 33 địa điểm, khu khảo cổ, phế tích mới và một số di sản đã được công nhận trước đó (như Hang đá Mạc Cao hay hang đá Long Môn).
UNESCO dự kiến sẽ có thêm các địa điểm khác nữa thuộc hành lang con đường tơ lụa trong những năm tiếp theo.

## Lịch sử
Năm 1988, UNESCO đã khởi xướng một nghiên cứu về con đường tơ lụa để thúc đẩy sự hiểu biết và truyền bá văn hóa trên khắp lục Á-Âu nhằm bảo vệ di sản văn hóa này. Vào tháng 8 năm 2006, UNESCO và Cục Di sản Văn hóa của Trung Quốc đồng tài trợ một hội nghị ở Turpan, Tân Cương để đưa con đường tơ lụa trở thành một Di sản thế giới. Tại hội nghị này, Trung Quốc và năm nước cộng hòa tại Trung Á là Kazakhstan, Kyrgyzstan, Tajikistan, Uzbekistan và Turkmenistan đã đồng ý để thực hiện một chương trình chung trong năm 2010. Sáu nước đã nhất trí thành lập một Ủy ban điều phối trong năm 2009.
Ngày 28 tháng 3 năm 2008, Trung Quốc đã đệ trình một danh sách dự kiến bao gồm 48 địa điểm thuộc con đường tơ lụa để UNESCO xem xét công nhận là Di sản văn hóa thế giới. Những địa điểm này được chia thành các khu vực của con đường tơ lụa ở Hà Nam, Thiểm Tây, Thanh Hải, Cam Túc, Ninh Hạ và Tân Cương cũng như các địa điểm về con đường tơ lụa trên biển ở Ninh Ba, tỉnh Chiết Giang và Tuyền Châu, tỉnh Phúc Kiến. Ngày 02 tháng 5 năm 2008, Iran đã đệ trình một danh sách dự kiến của các địa điểm của con đường tơ lụa ở tỉnh Khorasan (thuộc ba tỉnh Bắc Khorasan, Nam Khorasan và Razavi Khorasan ngày nay). Vào ngày 3 tháng 1 năm 2010, Turkmenistan cũng đã trình một danh sách bao gồm 29 địa điểm cùng 11 phân đoạn của con đường tơ lụa. Ngày 20 tháng 1 năm 2010, Ấn Độ đã đệ trình một danh sách dự kiến của các địa điểm của con đường tơ lụa chia thành 12 phần. Ngày 19 tháng 2 năm 2010, Kyrgyzstan cũng đã đệ trình một danh sách 6 địa điểm và Uzbekistan đã đệ trình một danh sách với 18 điểm. Danh sách dự kiến của Kazakhstan cũng đã được gửi về vào ngày 3 tháng 5 năm 2012.
Vào cuối năm 2011, UNESCO đã đề xuất rằng do quy mô rộng lớn của dự án Con đường tơ lụa nên nó sẽ được chia thành các mạng đường hành lang. Trong tháng 12 năm 2011, Trung Quốc, Kazakhstan và Kyrgyzstan đồng ý cùng nhau về một hành lang từ Hoa Trung đến dãy Thiên Sơn. Tajikistan, Uzbekistan và Turkmenistan chuẩn bị để cho hành lang khác. Trong năm 2013, hồ sơ về Mạng đường Trường An-hành lang Thiên Sơn đã được hoàn thành và chính thức được Kyrgyzstan đệ trình UNESCO. Nó bao gồm 22 địa điểm ở Trung Quốc, 8 địa điểm ở Kazakhstan và 3 địa điểm ở Kyrgyzstan. Mỗi quốc gia thành viên của UNESCO chỉ có thể nộp một hồ sơ mỗi năm, và Trung Quốc đã đệ trình một hồ sơ khác đó là Đại Vận Hà. Các địa điểm ban đầu của Trung Quốc đã đề xuất sửa đổi đáng kể cho hồ sơ này. Các địa điểm của con đường tơ lụa trong khu tự trị Ninh Hạ và Con đường tơ lụa trên biển tại Chiết Giang và Phúc Kiến đã được gỡ bỏ. UNESCO cho rằng, Trung Quốc có thể đệ trình các địa điểm này trong tương lai.
Ngày 22 tháng 6 năm 2014, tại cuộc họp thứ 38 của Ủy ban Di sản Thế giới tại Doha, Qatar, Mạng đường Trường An-Hành lang Thiên Sơn, một phần của Con đường tơ lụa đã được phê duyệt và chính thức trở thành Di sản thế giới của UNESCO.

## Mạng đường Trường An - Hành lang Thiên Sơn
Mạng đường Trường An - Hành lang Thiên Sơn bao gồm 33 địa điểm là thành phần của Con đường tơ lụa là các thành phố thủ đô, cung điện, khu định cư, thương mại, đền thờ Phật giáo trong hang động, công trình tôn giáo, con đường cổ xưa, tháp đèn hiệu, dịch quán, hầm mộ, công sự và các phần của Vạn Lý Trường Thành. Trong số 33 địa điểm thì có 22 địa điểm ở Trung Quốc, 8 địa điểm ở Kazakhstan và 3 địa điểm ở Kyrgyzstan.

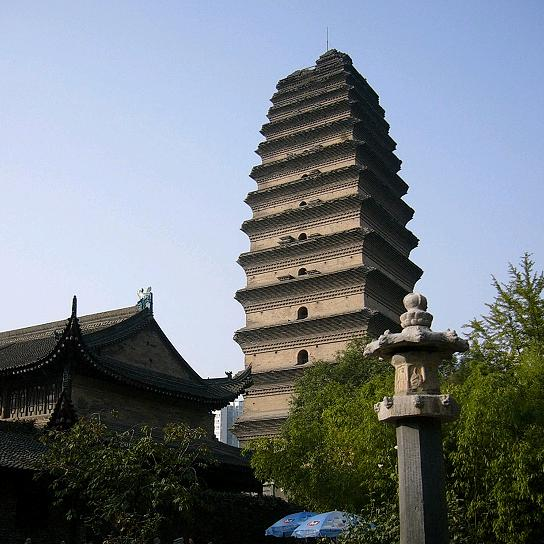
Tháp Tiểu Nhạn.

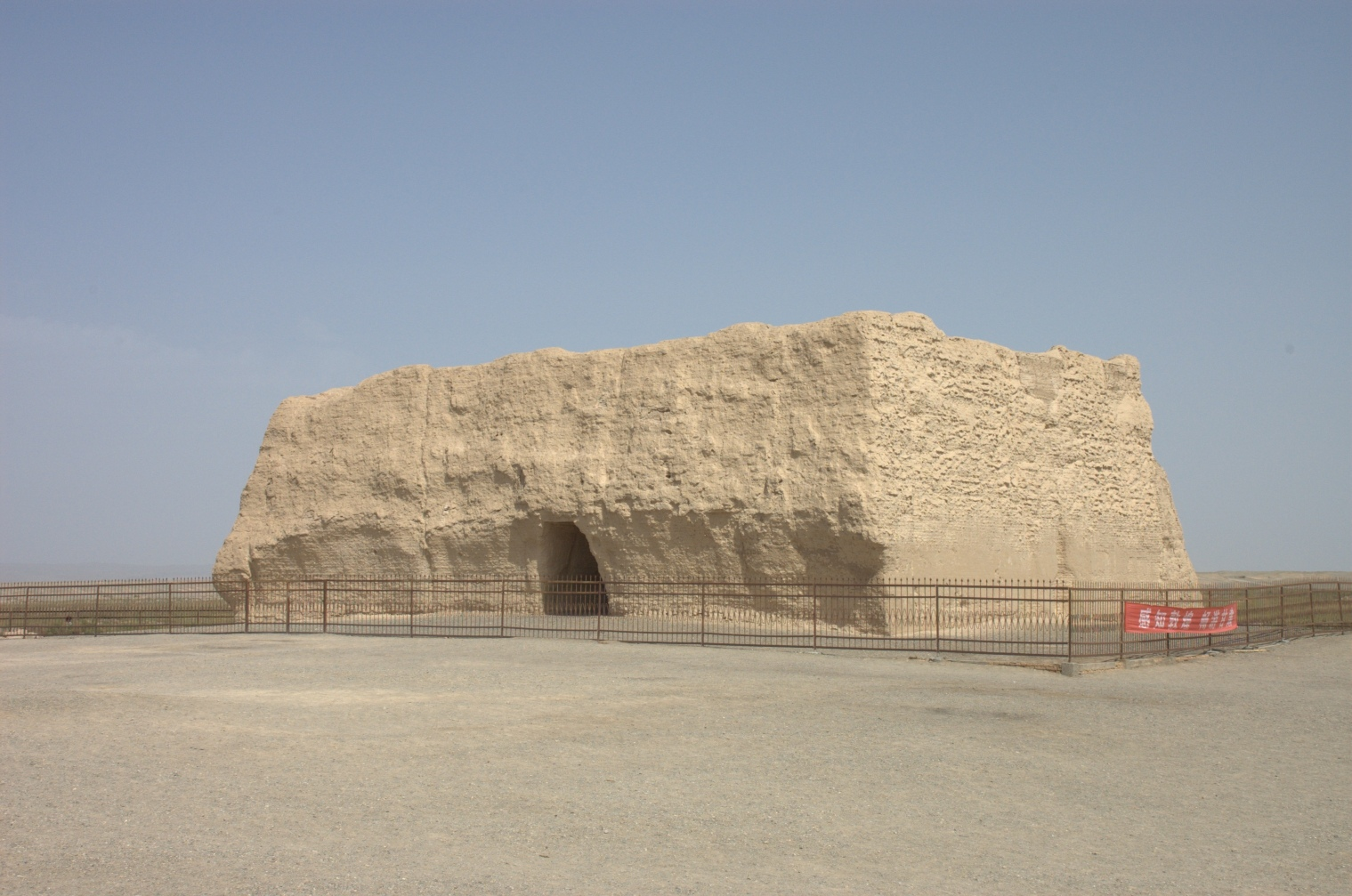
Phế tích của Ngọc Môn Quan.

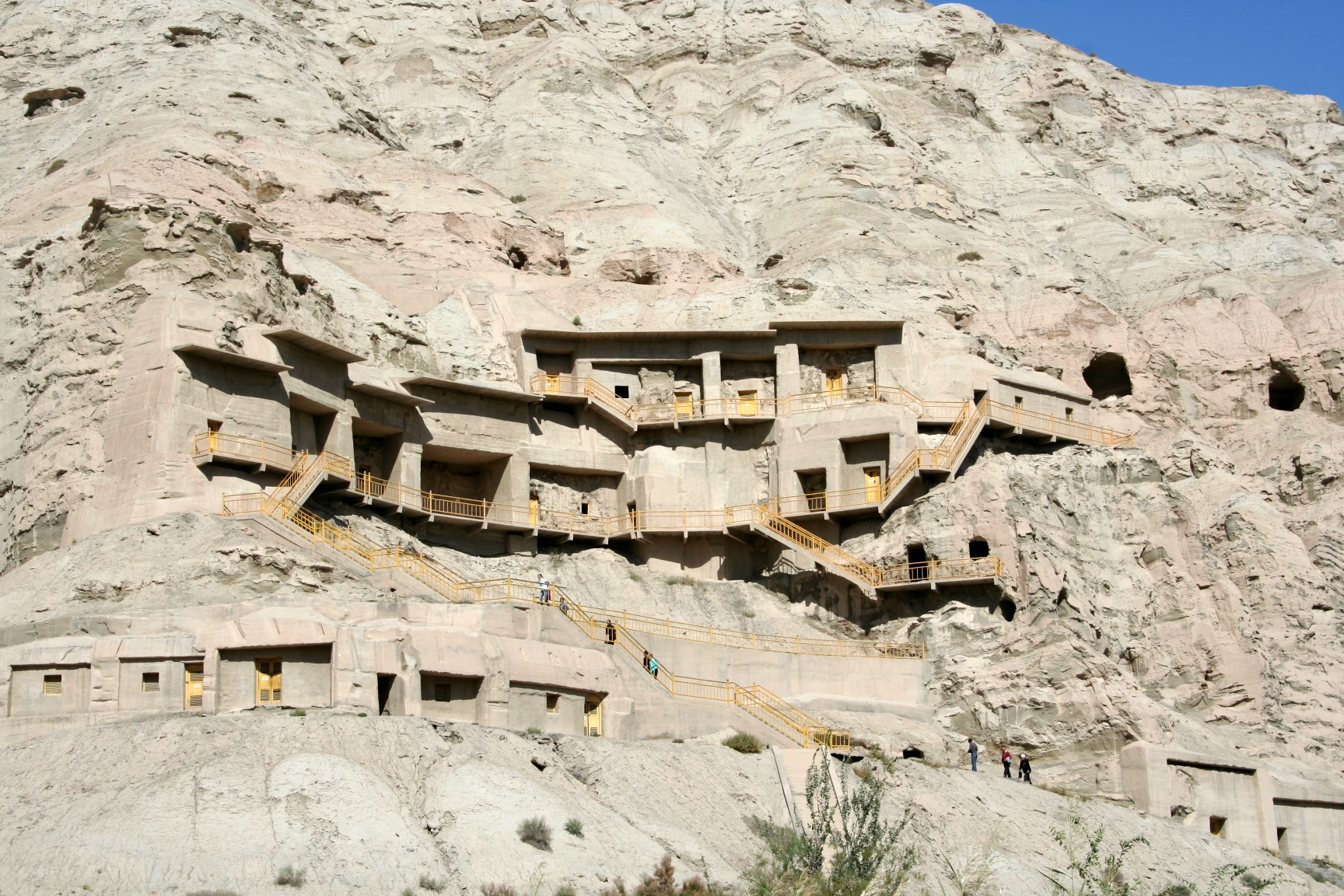
Các hang Kizil, Kuchar, Tân Cương.

- Đồng bằng Hoa Trung - thủ đô của các đế quốc cổ đại ở Trung Nguyên và Quan Trung tại Trung Quốc.
  - Lạc Dương của nhà Đông Hán tới Bắc Ngụy, Lạc Dương, Hà Nam
  - Định Đỉnh Quan, Lạc Dương của Nhà Tùy và Đường, Lạc Dương, Hà Nam
  - Hang đá Long Môn, Lạc Dương, Hà Nam (Đã được công nhận Di sản thế giới trước đó)
  - Hàm Cốc quan, Linh Bảo, Hà Nam
  - Thạch Hào đoạn thuộc con đường cổ Hào Hàm, Tân An, Hà Nam
  - Vị Ương Quán, Tây An, Thiểm Tây
  - Đại Minh Quán, Tây An, Thiểm Tây
  - Tháp Đại Nhạn, Tây An, Thiểm Tây
  - Tháp Tiểu Nhạn, Tây An, Thiểm Tây
  - Hưng Giáo Tự, Tây An, Thiểm Tây
  - Đền thờ hang Bân, huyện Bân, Thiểm Tây
  - Lăng mộ Trương Khiên, Thành Cố, Thiểm Tây
  - Hang đá Mạch Tích Sơn, Thiên Thủy, Cam Túc
- Hành lang Cam Túc ở tỉnh Cam Túc, kết nối Trung Quốc bản thổ với Tân Cương.
  - Bình Linh Tự, Vĩnh Tĩnh, Lâm Hạ, Cam Túc
  - Ngọc Môn quan, Đôn Hoàng, Cam Túc
  - Huyền Tuyền Trí Dịch Quán, Đôn Hoàng, Cam Túc
  - Hang Mạc Cao, Đôn Hoàng, Cam Túc (Đã được công nhận Di sản thế giới trước đó)
  - Phế tích thành Tỏa Dương, Qua Châu, Cam Túc
- Phía Bắc và Nam của Dãy núi Thiên Sơn trong khu tự trị Duy Ngô Nhĩ Tân Cương.
  - Phế tích thành Cao Xương, Turfan, Tân Cương
  - Giao Hà cổ thành, Turfan, Tân Cương
  - Phế tích Beshbalik, Jimsar, Tân Cương
  - Tháp báo hiệu Kizil Gaha, Kuchar, Tân Cương
  - Các hang Kizil, Kuchar, Tân Cương
  - Phế tích Đền thờ đạo Phật Subash, Kuchar, Tân Cương
- Khu vực Zhetysu của Ili, thung lũng Talas của Kazakhstan và thung lũng Chuy của Kyrgyzstan
  - Di chỉ tại Kayalyk, Almaty, Kazakhstan
  - Karamergen, Almaty, Kazakhstan
  - Khu định cư cổ Talgar, Almaty, Kazakhstan
  - Aktobe, Jambyl, Kazakhstan
  - Kulan, Jambyl, Kazakhstan
  - Akyrtas, Jambyl, Kazakhstan
  - Ornek, Jambyl, Kazakhstan
  - Kostobe, Jambyl, Kazakhstan
  - Suyab (Di chỉ Ak-Beshim), Chuy, Kyrgyzstan
  - Thành phố Balasagun (Di chỉ Burana), Chuy, Kyrgyzstan
  - Thành phố Nevaket (Di chỉ Krasnaya Rechka), Chuy, Kyrgyzstan